# Алтиноглу, Ален
Ален Алтиноглу (фр. Alain Altinoglu, арм. Ալեն Ալթինօղլու; род. 9 октября 1975, Париж) — французский дирижер и академический педагог армянского происхождения. Является главным дирижером оперы Ла Монне в Брюсселе и Симфонического оркестра Франкфуртского радио, а также дирижировал в международных оперных театрах, залах и на фестивалях. Преподает в Парижской консерватории.

## Биография
Алтиноглу родился в Париже в армянской семье родом из Стамбула. Изучал музыку в Высшей национальной консерватории музыки и танца в Париже. После окончания учебы в консерватории поступил на преподавательский состав школы и в 2014 году стал директором дирижёрского класса.
Ален Алтиноглу — один из первых дирижеров, который поставил постановку, полностью или частично состоящую из электронной музыки. В 2006 году он дирижировал симфоническим оркестром, который выступал вместе со знаковой записью известного техно-продюсера Джеффа Миллза. Это выступление считается исключительным, в котором классическая музыка и современная электронная музыка сочетаются в ритмичном оркестровом исполнении.
Алтиноглу впервые выступил в качестве приглашенного дирижера в Ла Монне в 2011 году, дирижируя постановкой Cendrillon Массне. В сентябре 2015 года театр Ла Монне объявил о назначении Алтиноглу своим следующим музыкальным директором с января 2016 года; это была его первая официальная должность в оперном театре. В декабре 2019 года Ла Монне объявил о продлении контракта Алтиноглу до 2025 года, а затем до 2031 года. Ален дирижировал оперой в Венской государственной опере, Метрополитен-опере, на фестивале в Экс-ан-Провансе, Баварской государственной опере в Мюнхене. На Байрёйтском фестивале в 2015 году был дирижером оперы Lohengrin в постановке Ганса Нойенфельса; его дирижирование было описано как «оживленное, напряженное, с ощущением драматического усиления, но всегда прозрачное».
В августе 2019 года Алтиноглу впервые дирижировал Симфоническим оркестром Франкфуртского радио. В декабре 2019 года hr-Sinfonieorchester объявил о назначении Алтиноглу своим следующим главным дирижером, начиная с сезона 2021—2022, с первоначальным контрактом на три сезона, в качестве его первой должности главного дирижера с симфоническим оркестром. Frankfurter Rundschau написал о его первом концерте: «Пластичный, лаконичный, идеально скоординированный» («Plastisch, pägnant, perfekt koordiniert»). В мае 2023 года Hessischer Rundfunk объявил о продлении контракта с Алтиноглу в качестве главного дирижера оркестра на сезон 2027—2028 годов. Оркестр традиционно играет концерт открытия Музыкального фестиваля в Рейнгау в монастыре Эбербах, где Алтиноглу представил французскую музыку, такую как Stabat Mater Пуленка с хором MDR Rundfunkchor в 2023 году.
Алтиноглу женат на меццо-сопрано Норе Губиш. Пара вместе выступают с сольными концертами и вместе записывают коммерческие песни. Алтиноглу также делал другие коммерческие записи на компакт-дисках и DVD, в том числе Perelà uomo di fumo Паскаля Дюсапена, Fiesque Лало, Jeanne d'Arc au bûcher Онеггера и Thérèse Массне.